# Districtul Szeghalom
Szeghalom (în maghiară Szeghalmi járás) este un district în județul Békés, Ungaria.
Districtul are o suprafață de 714,19 km2 și o populație de 32.205 locuitori (2013).

## Localități
- Bucsa
- Füzesgyarmat
- Kertészsziget
- Körösladány
- Körösújfalu
- Szeghalom
- Vésztő